# Spargania schistacea
Spargania schistacea là một loài bướm đêm trong họ Geometridae.